# Minerva Piquero
Minerva Piquero, nacida como Minerva Corujo Rodríguez, (Oviedo, Asturias, 15 de agosto de 1967) es una presentadora española de televisión Desde 2012 hasta 2021, fue directora de comunicación y Relaciones Públicas de Aegis Media. Desde septiembre de 2021 hasta enero de 2023 ocupó el puesto de Directora de comunicación en Sygris (antes conocida como CBI - Cambridge Business Iniatitives).
Trabajó como copresentadora del programa Disfruta Madrid, de la cadena Telemadrid, y actualmente es directora y presentadora del programa "La Vida Es Bella" en OndaMadrid, un programa de entrevistas sobre salud mental y bienestar emocional. 

## Biografía
Tras vivir unos años en México y trabajar en el bar familiar, en 1989 regresa a España, se traslada a Madrid y es contratada por Antena 3 para presentar la información meteorológica en Antena 3 Noticias, labor que realiza durante catorce años, de este modo se convierte, en uno de los rostros más populares de la televisión en España durante los años noventa. 
En Antena 3, aparte de presentar la información meteorológica, presenta el informativo Noticias 1 en 1992-1993 y el programa de reportajes Línea América y Casa de América para Antena 3 Internacional desde 1996 hasta el 2004 y colaboró en distintos espacios de la cadena, como en un capítulo de Farmacia de guardia, en La ruleta de la fortuna, en La clave de José Luis Balbín, en Lluvia de estrellas, etc. 
En 2004, acepta una oferta de Televisión Española para acompañar a José María Íñigo en Carta de ajuste, un programa nostálgico que emitía imágenes de los años 60, 70 y 80 procedentes de los archivos de TVE, el cual se mantuvo en antena durante una temporada de 13 capítulos, siendo un fracaso de audiencia.
Un año después, la misma cadena le brindaba la oportunidad de conducir El sábado, espacio de variedades en el prime time de los sábados que, sin embargo fue retirado tan sólo tres semanas después de su estreno debido a que no cumplió con las expectativas de audiencia de la cadena, como los trabajos anteriores.
Tras cuatro años apartada de las pantallas, regresa a televisión en octubre de 2009 para presentar el programa diario Madrid hoy en la cadena Onda 6 Madrid, que conduce durante un año, también con bajos índices de audiencia.
Cofundadora de la agencia de comunicación GetArs, desarrolla numerosos proyectos de publicidad y marketing BTL desde 2001 hasta 2013.
Desde enero de 2012 hasta 2021 asume las funciones de Directora de Comunicación y RR.PP. del grupo de agencias Dentsu Aegis, multinacional que engloba a las empresas Carat, Vizeum, Posterscope, iProspect e Isobar.
En junio de 2013, reaparece en público tras superar unos problemas de salud y dice que Hay veces que las hormonas te traicionan, pero ya estoy muy bien. En 2019 dijo en una entrevista padecer de hipotiroidismo.
A pesar de que la prensa se ha centrado en lo superficial de su estado físico en años anteriores. Su carrera ha tomado giros mucho más relevantes en los últimos años.
Desde 2021, ocupa el puesto de Directora de comunicación en Sygris (antes conocida como CBI - Cambridge Business Iniatitives) 
Actualmente compagina esta posición junto a su trabajo como copresentadora del programa Disfruta Madrid, de la cadena Telemadrid, estrenado en octubre de 2022.